# Peinado Grande
Peinado Grande es un barrio perteneciente al distrito Este de la ciudad andaluza de Málaga, España. Es un barrio aislado situado en los Montes de Málaga, justo al norte de la Ronda de Circunvalación Este que forma la A-7. Los barrios más cercanos se encuentran al sur de la ronda, siendo estos Cortijo Bazán y Monte Dorado, pertenecientes al distrito Ciudad Jardín

## Transporte
En autobús está conectado mediante las siguientes líneas de la EMT: 
| Línea | Trayecto                                  | Recorrido | Frecuencia    |
| ----- | ----------------------------------------- | --------- | ------------- |
| 37    | Alameda Principal - Altamira/Monte Dorado | Recorrido | 25-30 minutos |